# حراضة (الأفلاج)
حراضة هو مركز من فئة (ب) يقع في محافظة الأفلاج، والتابعة لمنطقة الرياض في السعودية. وتبعد حراضة عن محافظة الأفلاج بمسافة تقارب (80) كم.

## السكان
بلغ عدد سكان حراضة حسب تعداد 1431هـ/2010م (348) نسمة.